# Pippi Langstrumpf (1969)
Pippi Langstrumpf ist ein 1969 erschienener Spielfilm mit Inger Nilsson in der Titelrolle, der eine Filmadaption von Astrid Lindgrens Kinderbuch Pippi Langstrumpf darstellt. Regie führte Olle Hellbom. Der Film wurde allein für das deutschsprachige Publikum aus der gleichnamigen Fernsehserie zusammengeschnitten und synchronisiert. Er startete am 9. Mai 1969 in den bundesdeutschen Kinos, während die komplette Serie erst im Jahr 1971 gesendet wurde. Die schwedisch-deutsche Koproduktion gilt als die im deutschsprachigen Raum bekannteste Adaption der Vorlage. Einige Änderungen gegenüber dem Original wurden aufgrund des großen Bekanntheitsgrades des Films nachträglich in das Buch übernommen.
Die Hauptrollen spielen Inger Nilsson (Pippi), Pär Sundberg (Tommy) und Maria Persson (Annika).
Der Film Pippi Langstrumpf gehört zu den 60 erfolgreichsten Filmen, die seit 1960 in deutschen Kinos liefen, (Platz 53, Stand: Juni 2021) und erfuhr auch weltweit immense Verbreitung in Kino und Fernsehen, und es finden sich auf Plattformen wie YouTube zahlreiche Ausschnitte des Films in verschiedensten Sprachen.

## Handlung

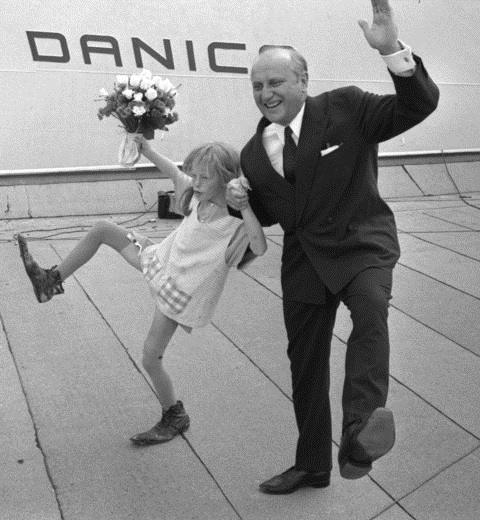
Inger Nilsson als Pippi 1969

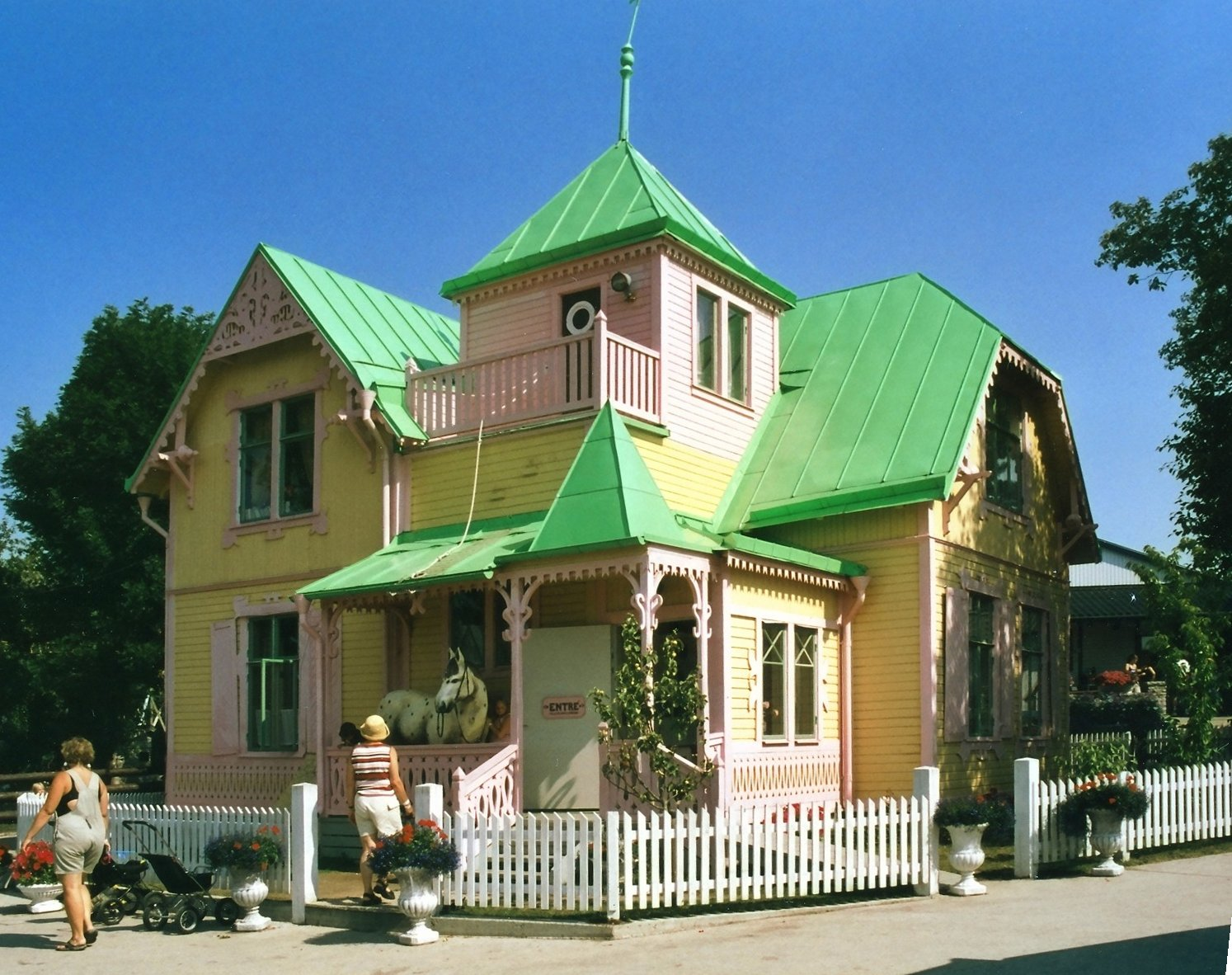
Villa Kunterbunt auf Gotland

Der neunjährige Tommy Settergren und seine ein Jahr jüngere Schwester Annika leben in einem kleinen namenlosen Ort in Schweden. In ihrer unmittelbaren Nachbarschaft befindet sich die Villa Kunterbunt. Die Geschwister müssen jeden Morgen auf dem Schulweg an ihr vorbei und stellen sich vor, wie es wäre, wenn dort eine Familie mit Kindern einziehen würde. Eines Tages, während die Geschwister in der Schule sind, kommt ein kleines Mädchen mit roten Haaren auf ihrem Knabstrupper Kleiner Onkel angeritten. Sie richtet sich mitsamt ihrem Affen Herr Nilsson häuslich in der Villa Kunterbunt ein.
Pippi schließt mit Tommy und Annika Freundschaft. Allerdings sehen die Erwachsenen es nicht gerne, dass Pippi alleine lebt. Die Erzieherin Fräulein Prysselius, von Pippi „Prusseliese“ genannt, organisiert Pippi einen Platz im Kinderheim und versucht mehrmals, sie dorthin zu bringen. Als ihr dies nicht gelingt, ruft sie die Polizei. Doch Pippi hat nicht nur viele Flausen im Kopf, sondern auch übermenschliche Kraft – und so erweist es sich für die Polizisten als unmöglich, Pippi gewaltsam ins Kinderheim zu bringen.
Pippi hat von ihrem Vater einen großen Koffer mit Goldstücken bekommen. Davon kauft sie Unmengen Süßigkeiten für die Kinder aus der Stadt, und alle dürfen sich im Spielwarenladen auf ihre Kosten etwas aussuchen. Natürlich spricht sich herum, dass Pippi viele Goldstücke besitzt, und so bekommen auch die Landstreicher Blom und Donner-Karlsson davon Wind. Die beiden versuchen mehrmals, den Goldkoffer zu klauen, doch Pippi kann dies jedes Mal vereiteln.
Nach vielen Streichen und Abenteuern kehrt Pippis Vater Kapitän Langstrumpf zurück zu seiner Tochter. Pippi möchte mit ihm und seinem Schiff Hoppetosse auf große Fahrt gehen. Doch das würde bedeuten, dass sie Tommy und Annika verlassen müsste. Und so entscheidet sie sich dafür, in der Villa Kunterbunt und damit bei ihren Freunden zu bleiben.

## Synchronisation
Die deutsche Synchronfassung entstand bei der Beta-Technik Gesellschaft für Filmbearbeitung mbH, München. Helmut Harun führte Dialogregie, alle deutschen Schauspieler sprachen sich selbst. Für die Serie, aus der der Film zusammengeschnitten wurde, musste eine neue Synchronfassung angefertigt werden, bei der die Rollen teilweise umbesetzt wurden.
| Figur               | Darsteller       | Deutscher Sprecher |
| ------------------- | ---------------- | ------------------ |
| Pippi Langstrumpf   | Inger Nilsson    | Andrea L’Arronge   |
| Tommy Settergren    | Pär Sundberg     | Eva Mattes         |
| Annika Settergren   | Maria Persson    | Claudia Quilling   |
| Polizist Klang      | Göthe Grefbo     | Bruno W. Pantel    |
| Polizist Kling      | Ulf G. Johnsson  | Eberhard Mondry    |
| Kapitän Langstrumpf | Beppe Wolgers    | Wolfgang Hess      |
| Frau Settergren     | Öllegård Wellton | Helga Trümper      |

## Kritiken
„Ein unerreichter Klassiker des Kinderfilms.“

„Geradezu beispielhaft, wenn auch humoristisch aufbereitet, werden Konflikte zwischen Kindern und Erwachsenen durchdekliniert. So bebildert der Film nicht nur die gesellschaftlichen Auseinandersetzungen der ausgehenden 1960-er Jahre, sondern kann heute noch als Anstoß zu einer näheren Beschäftigung mit zeitlosen Themen dienen: Emanzipation von Autoritäten, kindliche Selbstbestimmung, moderne Erziehungsmethoden und die Auflehnung gegen fragwürdige Gesellschaftsregeln und überholte Traditionen.“

„Ein munterer Kinderfilm ohne pädagogisch erhobenen Zeigefinger, der allerdings auch die Poesie und den Humor der Vorlage verfehlt.“

„Pippis Abenteuer wurden episodenhaft aneinandergereiht und einfallslos abgefilmt. Ein bunter und dilettantischer Film, der keinerlei Anspruch erhebt, außer vielleicht dem, ein möglichst breites Publikum auf biedere und billige Weise zu unterhalten (besser: zu langweilen).“

„Fast jeder von uns verbindet mit Astrid Lindgren ein Stück seiner Kindheit. Und fast jeder saß schon einmal am ersten oder zweiten Weihnachtstag vor dem Fernseher, um Pippi Langstrumpf, Michel von Lönneberga oder den Kindern aus Bullerbü bei ihren weihnachtlichen Abenteuern zuzusehen.“

## Unterschiede zur Buchvorlage
- Der im Buch verwendete Namensteil „Pfefferminza“ wurde in der Fernsehserie und in den Filmen durch „Schokominza“ ersetzt.
- Pippis Pferd ist in den Büchern durchweg ohne Namen. Im Film Pippi außer Rand und Band ruft Pippi ihr Pferd einmal mit dem schwedischen Kosenamen „lilla gubben“, was übersetzt „kleiner Kerl“ bedeutet. In der deutschen Synchronfassung wurde daraus „Kleiner Onkel“, was seither im deutschen Sprachraum als Name des Pferdes gilt.
- Eine Frau Prysselius gibt es im Buch in der dargestellten Form nicht. Es gibt jedoch eine Lehrerin, die auf die Anrede Fräulein besteht;[7] Und außerdem ergeben sich gewisse Berührungen mit Fräulein Rosenblom, die in Pippi in Taka-Tuka-Land an der Schule von Thomas und Annika so etwas wie eine Schulvisitation durchführt. Dabei ist Fräulein Rosenblom Schulrätin, Gesundheitsexpertin und Ernährungsberaterin in einer Person.
- In den Filmen ist Herr Nilsson ein Totenkopfäffchen anstatt einer Meerkatze.

## DVD
Pippi Langstrumpf, Edel Records, 2000, 96 min